# Bea Alonzo
Phylbert Angelli Ranollo Fagestrom dit Bea Alonzo ([ˈbea ɐˈlɔnsɔ]), née le 17 octobre 1987, est une actrice et chanteuse philippine, qui est considérée comme la « reine du cinéma » aux philippines,.
En juillet 2021, elle avait déjà généré plus de 2,4 milliards au box-office depuis 2010, devenant ainsi le quatrième actrice philippine le plus rentable de cette période.